# Trompsburg
Trompsburg is een klein dorp met 2000 inwoners, in de provincie Vrijstaat in Zuid-Afrika. Het dorp is bekend om zijn merinoschaapteelt.

## Subplaatsen
Het nationaal instituut voor de statistiek, Stats SA, deelt sinds de census 2011 deze hoofdplaats in in 2 zogenaamde subplaatsen (sub place):
Noordmanville • Trompsburg SP.